# Scarborough Castle
Scarborough Castle is een 12e-eeuwse fortificatie aan de Noordzeekust van North Yorkshire, Engeland. Het kasteel ligt op een rotsig schiereiland uitkijkend over de Noordzee en het kustplaatsje Scarborough. Prominent tekent de ruïne van de donjon zich tegen de lucht af, die zowel vanaf zee als de baai duidelijk zichtbaar is.

## Geschiedenis

### Prehistorie en Oudheid
Scarborough Castle is gebouwd op een driehoekige landtong van 91 m boven de zeespiegel. Voor de bouw van de veste was deze natuurlijke versterking een gewilde woonplaats van prehistorische kolonisten, die toen al tot fortificatie overgingen. In 2008 is een 3000 jaar oud zwaard uit de bronstijd ontdekt, ter plekke in het bezoekerscentrum te bezichtigen. In de 4e eeuw bouwden de Romeinen er een seinpost, waarvan de archeologische restanten nog te zien zijn.

### Middeleeuwen
Het middeleeuwse kasteel werd in de jaren dertig van de 12e eeuw gesticht door Willem de Dikke (Guillaume le Gros), de 1e graaf van Albemarle. Zijn bouwwerken behelsden een poorttoren (op de plaats waar nu de donjon staat), een courtine (of gordijn) en een kapel.
Hendrik II verkreeg de eigendom van het kasteel bij zijn troonsbestijging in 1154, waardoor de kasteel koninklijk werd. Hendrik versterkte de vesting en breidde haar verder uit, de poorttoren werd vervangen door de vierkante, drie verdiepingen hoge donjon. Later werd door de koningen Jan zonder Land en Hendrik III verder bijgebouwd.
In 1312 vluchtte koning Eduard II en zijn favoriet Piers Gaveston, 1e graaf van Cornwall voor rebellerende edelen onder leiding van Thomas Plantagenet, 2e graaf van Lancaster per schip naar het kasteel. De koning vluchtte verder naar het zuiden onder het voorwendsel een leger op de been te brengen Gaveston in Scarborough achterlatend om het fort te bewaken. Lancaster liet onmiddellijk het kasteel door zijn bondgenoot Aymer de Valence, 2e graaf van Pembroke belegeren. Bang voor zijn leven gaf Gaveston zich na twee weken aan Pembroke over die zwoer, op zijn land en titels, Gaveston te beschermen. Negen dagen later werd Gaveston, ondanks de dure eed, alsnog onthoofd omdat volgens Lancaster: "While he lives, there will be no safe place in the realm of England." (Zolang hij, leeft zal er geen veilige plek in het Engelse rijk zijn)

### Nieuwe tijd
Tijdens de Pilgrimage of Grace, een revolte in 1536, heeft de rebellenleider Robert Aske vergeefs geprobeerd, met een leger van 9000 man, Scarborough Castle in te nemen. Tijdens de rebellie van Wyatt in 1554 slaagden de protestanten, onder leiding van Thomas Stafford, tweede zoon van Henry Stafford, er wel in, waar de roomsen eerder hadden gefaald. De vesting werd bij verrassing ingenomen doordat een aantal soldaten zich als boerenjongens hadden vermomd. Lang hebben de rebellen niet van hun succes kunnen genieten, drie dagen later werd de vesting heroverd door Charles Neville, 5e graaf van Westmoreland en Stafford werd wegens hoogverraad geëxecuteerd.
Scarborough Castle werd tijdens de Engelse Burgeroorlog twee keer belegerd, ten slotte viel het slot op 25 juli 1645 in handen van de New Model Army. Om te voorkomen dat het kasteel opnieuw een vesting van de Royalisten zou worden besloot het Parlement de donjon te slopen.
In de 17e en 18e eeuw werd het kasteel van Scarborough gebruikt als gevangenis en later als kazerne. Het 18e-eeuwse Master Gunner’s House biedt een stijlvolle ambiance voor een high tea.

### Moderne Tijd
In de Eerste Wereldoorlog werd Scarborough op 16 december 1914 zwaar beschoten door de kanonnen van de Duitse slagkruisers SMS Derfflinger en SMS Von der Tann. Door de inslag van 500 granaten die op stad en veste neerkwamen, verloren 19 mensen hun leven, de vuurtoren werd vernietigd en het Grand Hotel zwaar gehavend. Van het kasteel werden de donjon en de courtine ernstig beschadigd.

## Monument
Scarborough Castle wordt vanaf 1984 beheerd door de English Heritage. Een bezoekerscentrum geeft toegang tot de nog bestaande overblijfselen, waaronder een tentoonstelling van artefacten, die op het terrein zijn gevonden. Er is tevens een audiotour beschikbaar.

## Foto's

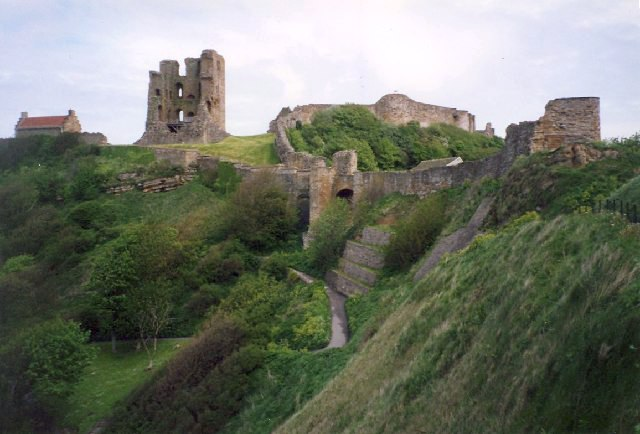
Scarborough Castle gezien vanaf de kust.
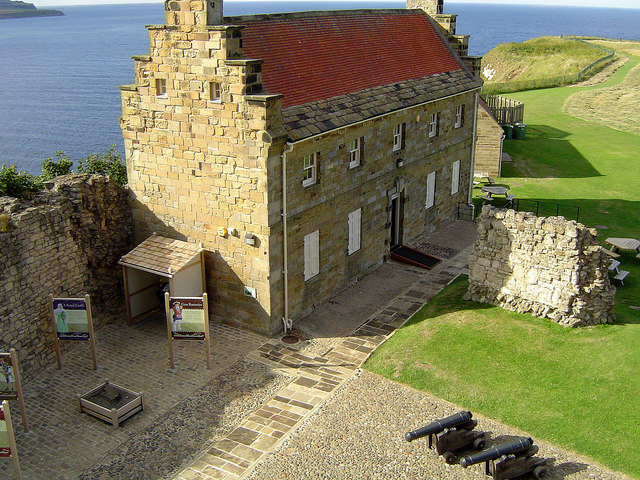
De Master Gunner's House
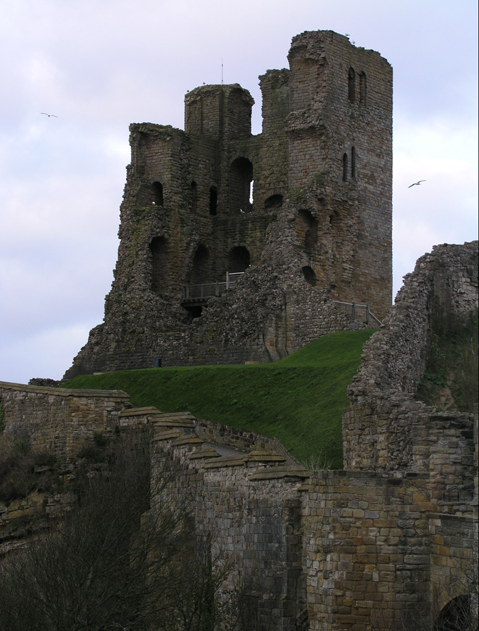
De donjon.